# Championnat du Liban de football 2007-2008
Navigation
Saison précédente Saison suivante
La saison 2007-2008 du Championnat du Liban de football est la quarante-huitième édition du championnat de première division au Liban. Les douze meilleurs clubs du pays sont regroupés au sein d'une poule unique où ils s'affrontent deux fois au cours de la saison, à domicile et à l'extérieur. À l'issue de la compétition, les deux derniers du classement sont relégués et remplacés par les deux meilleures équipes de deuxième division.
C'est le club d'Al Ahed Beyrouth qui est sacré cette saison après avoir terminé en tête du classement final, avec un seul point d'avance sur un duo composé de Nejmeh SC et d'Al-Ansar Club, double tenant du titre. C'est le tout premier titre de champion du Liban de l'histoire du club.

## Les clubs participants
| - Al-Ansar Club - Safa Beyrouth - Nejmeh SC - Shabab Al Sahel - Al Irshad - Promu de D2 - Club Sagesse | - Tripoli SC - Al Tadamon Tyr - Al Mabarrah Beyrouth - Al Ahed Beyrouth - Racing Club de Beyrouth - Promu de D2 - Al Ahly Sidon |

## Compétition

### Classement
Le barème utilisé pour établir le classement est le suivant :
- Victoire : 3 points
- Match nul : 1 point
- Défaite : 0 point

| Rang | Équipe                   | Pts | J  | G  | N | P  | Bp | Bc | Diff |
| ---- | ------------------------ | --- | -- | -- | - | -- | -- | -- | ---- |
| 1    | Al Ahed Beyrouth         | 49  | 22 | 15 | 4 | 3  | 41 | 15 | +26  |
| 2    | Al-Ansar ClubT           | 48  | 22 | 14 | 6 | 2  | 41 | 16 | +25  |
| 3    | Nejmeh SC                | 48  | 22 | 15 | 3 | 4  | 49 | 18 | +31  |
| 4    | Al Mabarrah BeyrouthC    | 37  | 22 | 10 | 7 | 5  | 27 | 14 | +13  |
| 5    | Safa Beyrouth            | 35  | 22 | 10 | 5 | 7  | 31 | 29 | +2   |
| 6    | Shabab Al Sahel          | 28  | 22 | 7  | 7 | 8  | 28 | 30 | -2   |
| 7    | Tripoli SC               | 23  | 22 | 6  | 5 | 11 | 26 | 40 | -14  |
| 8    | Al Tadamon Tyr           | 21  | 22 | 5  | 6 | 11 | 25 | 35 | -10  |
| 9    | Racing Club de BeyrouthP | 20  | 22 | 4  | 8 | 10 | 23 | 28 | -5   |
| 10   | Club Sagesse             | 20  | 22 | 4  | 8 | 10 | 20 | 42 | -22  |
| 11   | Al IrshadP               | 16  | 22 | 4  | 4 | 14 | 24 | 36 | -12  |
| 12   | Al Ahly Sidon            | 16  | 22 | 3  | 7 | 12 | 11 | 43 | -32  |

|  | Qualification pour la Coupe de l'AFC 2009                              |
|  | Qualification pour la Ligue des clubs champions arabes 2008-2009       |
|  | Relégation en deuxième division                                        |
|  | T : Tenant du titre C : Vainqueur de la Coupe du Liban P : Promu de D2 |

## Bilan de la saison
| Championnat du Liban de football 2007-2008                        |                              |
| Champion                                                          | Al Ahed Beyrouth (1er titre) |
| Coupes et trophées                                                |                              |
| Vainqueur de la Coupe du Liban 2007-2008                          | Al Mabarrah Beyrouth         |
| Qualifications continentales                                      |                              |
| Coupe de l'AFC 2009                                               | Al Ahed Beyrouth             |
| Coupe de l'AFC 2009                                               | Al Mabarrah Beyrouth         |
| Coupe de l'AFC 2009                                               | Safa Beyrouth                |
| Ligue des clubs champions arabes 2008-2009                        | Al-Ansar Club                |
| Promotions et relégations                                         |                              |
| Promus en Premier League                                          | Shabab Al-Ghazieh            |
| Promus en Premier League                                          | Salam Zghorta                |
| Relégués en Championnat du Liban de football de deuxième division | Al Irshad                    |
| Relégués en Championnat du Liban de football de deuxième division | Al Ahly Sidon                |